# Princípio de Premack
O princípio de Premack, enunciado por David Premack, é um princípio da psicologia e afirma que:
- Atividades mais desejadas podem servir como reforçadores para atividades menos desejadas;
- Reforçadores podem variar de um sujeito para outro;
- Reforçadores podem depender de situações específicas.

Uma ação nova (N) é aprendida mais prontamente quando imediatamente seguida por uma ação antiga (O) que o indivíduo executa de livre vontade, de forma que a execução de O seja tornada contingente à execução de N.